# Strafford (Vermont)
Strafford ist eine Town im Orange County des Bundesstaates Vermont in den Vereinigten Staaten mit 1094 Einwohnern (laut Volkszählung von 2020).

## Geografie

### Geografische Lage
Strafford liegt im Süden des Orange Countys. Der größte See auf dem Gebiet der Town ist der im Nordosten gelegene Miller Pond. Der Ompompanoosuc River mit seinen Nebenflüssen durchfließt die Town in südöstlicher Richtung. Die Oberfläche ist hügelig, ohne höhere Berge. Die höchste Erhebung ist der 575 m hohe im Südwesten nahe dem Kibling Hill Wildlife Management Area gelegene Kibling Hill. Strafford gehört zum sogenannten Upper Valley, einer Region entlang des Connecticut Rivers in Vermont und New Hampshire.

### Nachbargemeinden
Alle Entfernungen sind als Luftlinien zwischen den offiziellen Koordinaten der Orte aus der Volkszählung 2010 angegeben.
- Norden: Vershire, 4,9 km
- Nordosten: West Fairlee, 15,9 km
- Osten: Thetford, 12,6 km
- Südosten: Norwich, 5,3 km
- Süden: Sharon, 8,6 km
- Südwesten: Royalton, 21,9 km
- Westen: Tunbridge, 13,7 km
- Nordwesten: Chelsea, 15,5 km

### Klima
Die mittlere Durchschnittstemperatur in Strafford liegt zwischen −9,44 °C (15 °Fahrenheit) im Januar und 18,3 °C (65 °Fahrenheit) im Juli. Damit ist der Ort gegenüber dem langjährigen Mittel der USA um etwa 9 Grad kühler. Die Schneefälle zwischen Mitte Oktober und Mitte Mai liegen mit mehr als zwei Metern etwa doppelt so hoch wie die mittlere Schneehöhe in den USA. Die tägliche Sonnenscheindauer liegt am unteren Rand des Wertespektrums der USA, zwischen September und Mitte Dezember sogar deutlich darunter.

## Geschichte
Benning Wentworth vergab den Grant für Strafford am 12. August 1761 an Solomon Phelps und 63 weitere. Er benannte die Town nach den Earls of Strafford, einem Titel, der seit 1640 von der Familie Wentworth gehalten wurde. Die Besiedlung startete kurz vor dem Amerikanischen Unabhängigkeitskrieg.
Die ersten Siedler erreichten Strafford um 1767. Neun Haushalte befanden sich im Jahr 1771 auf dem Gebiet der Town, und weitere Siedler aus Massachusetts, New Hampshire und Connecticut zogen zu, so dass im Jahr 1780 64 Haushalte vorhanden waren.
Am 18. März 1779 fand die erste Versammlung der Town statt. Viele der ersten Siedler waren Loyalisten. Sie mussten ihre Ländereien verlassen, und ihre Besitztümer wurden konfisziert.
Das Strafford Meeting House wurde im Jahr 1799 als Ort für die Verwaltungsaufgaben der Town und für eine kurze Zeit auch als Gemeindesaal für mehrere religiöse Gemeinschaften. Die Versammlungen der Town finden in dem Gebäude seit 1801 statt. Es ist eines der ältesten Meeting Houses in Vermont und im National Register of Historic Places als Teil des Strafford Village Historic Districts aufgeführt.
Es wurde im Upper Village errichtet. In der Nähe befanden sich ein Inn, Taverne und Geschäftes, ein Schmied, eine Kardiermühle und Gerberei. Zu Beginn des 19. Jahrhunderts erlebte Strafford durch den Kupferabbau eine Blüte und mit 1935 Einwohnern im Census 1930 die höchste Einwohnerzahl, und in South Strafford wurde ein neues Postamt eröffnet. Das Gebäude der Newton School wurde im Jahr 1932 gebaut.
Der Hurrikan Irene im Jahr 2011 richtete in Vermont große Schäden an. Nach dem Neuengland-Hurrikan von 1927 waren dies die schwersten Überschwemmungen. 13 Towns wurden in Vermont durch den Hurrikan von der Außenwelt abgeschnitten, und Strafford gehörte zu diesen Towns, die besonders schwer getroffen wurden.

### Einwohnerentwicklung
| Jahr      | 1700 | 1710 | 1720 | 1730 | 1740 | 1750 | 1760 | 1770 | 1780 | 1790 |
| --------- | ---- | ---- | ---- | ---- | ---- | ---- | ---- | ---- | ---- | ---- |
| Einwohner |      |      |      |      |      |      |      |      |      | 845  |
| Jahr      | 1800 | 1810 | 1820 | 1830 | 1840 | 1850 | 1860 | 1870 | 1880 | 1890 |
| Einwohner | 1642 | 1805 | 1921 | 1935 | 1761 | 1540 | 1506 | 1290 | 1181 | 932  |
| Jahr      | 1900 | 1910 | 1920 | 1930 | 1940 | 1950 | 1960 | 1970 | 1980 | 1990 |
| Einwohner | 1000 | 776  | 601  | 615  | 598  | 680  | 548  | 536  | 731  | 902  |
| Jahr      | 2000 | 2010 | 2020 | 2030 | 2040 | 2050 | 2060 | 2070 | 2080 | 2090 |
| Einwohner | 1045 | 1098 | 1094 |      |      |      |      |      |      |      |

## Kultur und Sehenswürdigkeiten

### Parks
Neben dem Kibling Hill Management Area im Westen der Town, in dessen Nähe sich die höchste Erhebung der Town, der Kibling Hill, befindet, liegt im Nordosten die Podunk Wildlife Management Area und im Südwesten die Clover Hill Wildlife Management Area.

## Wirtschaft und Infrastruktur

### Verkehr
Durch die Town führt im Südosten die Vermont State Route 132 von Sharon im Westen nach Thetford im Osten. Weitere kleine Straßen durchziehen die Town. Es gibt keinen Anschluss an die Eisenbahn. Der nächste Bahnhof der Amtrak befindet sich in Randolph oder in White River Junction.

### Öffentliche Einrichtungen
Es gibt kein Krankenhaus in Strafford. Das Dartmouth-Hitchcock Medical Center in Hanover, New Hampshire, ist das nächstgelegene Krankenhaus.

### Bildung

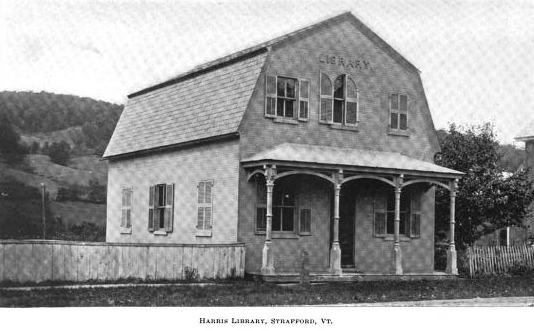
Strafford Library etwa 1899

Strafford gehört zur White River Valley Supervisory Union. In Strafford befindet sich die Newton School mit Klassen vom Kindergarten bis zum sechsten Schuljahr. Ältere Schüler besuchen die Thetford Academy in Thetford.
Die Morrill Memorial & Harris Library wurde 1929 zur Erinnerung an den Senator Justin Morrill und seinen Sohn von seiner Schwägerin gegründet. Sie basiert auf der persönlichen Sammlung Morrills von Gemälden und etwa 2000 Büchern. Bereits zuvor hatte Jedediah Harris durch seinen Nachlass im Jahr 1855 die Harris Library gegründet, die erste öffentliche Bibliothek in Strafford.

### Elizabeth Mine

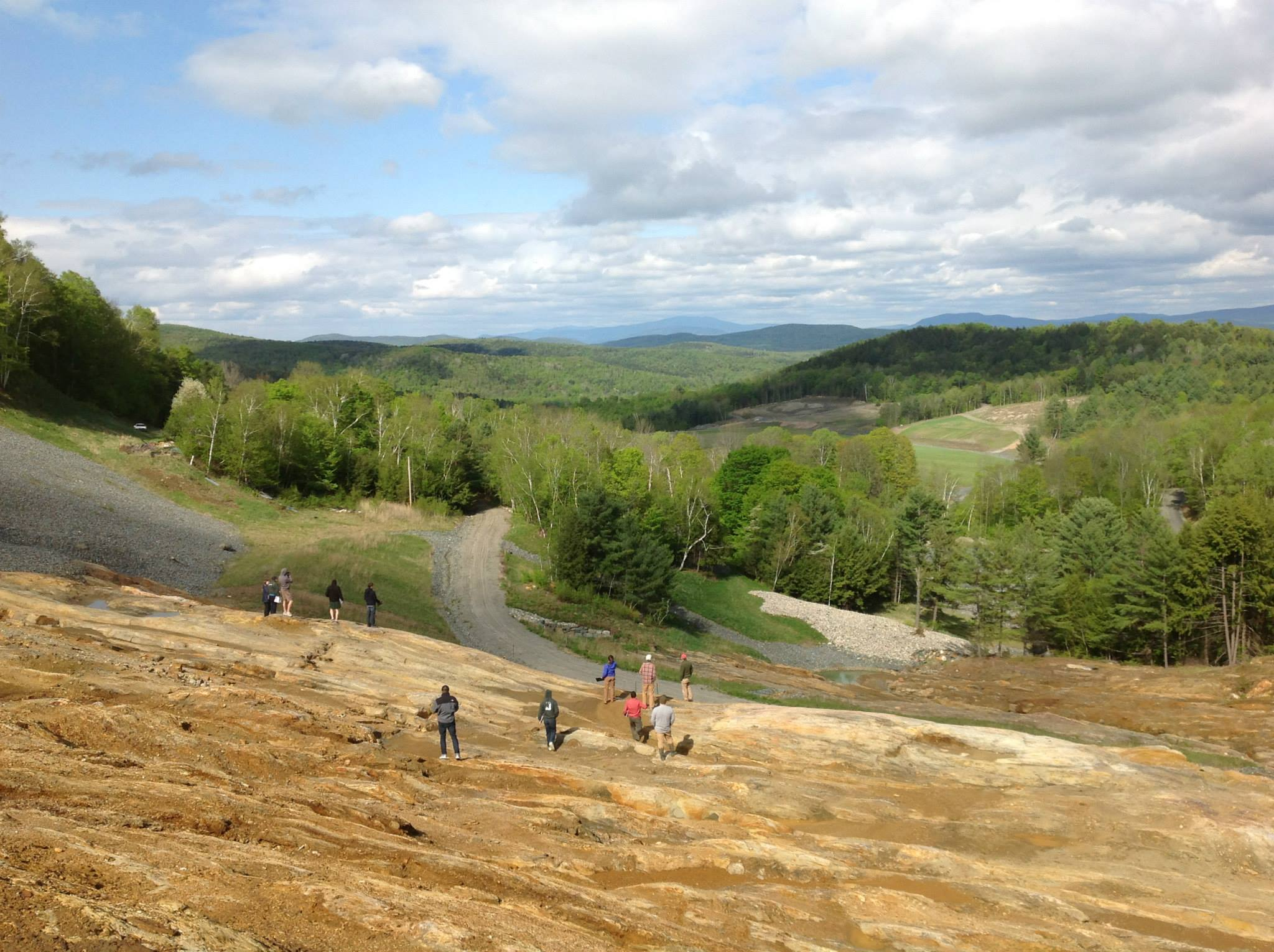
Elizabeth Mine

Die Elizabeth Mine war eine Kupfermine im Südosten von Strafford, an der Grenze zur Town Thetford. Bereits im Jahr 1793 wurde Kupfer und Kupfererz gefunden. Der Abbau durch die Elizabeth Mine Company und die Vermont Mineral Company startete 1809 und dauerte bis 1958. Präsident James Monroe besichtigte 1817 die Kupfermine. Während ihrer größten Phase war sie die größte Mine in Neuengland. Sie ist heute in historisches Industriedenkmal, als eine der ältesten Minen, in der großräumig Baugbau in Vermont betrieben wurde, sowie Kupfer bereits ab den 1830er Jahren geschmolzen wurde.
Durch die freigesetzte Säure der Drainage der Mine war der westliche Zufluss des Ompompanoosuc Rivers stark verschmutzt. Die Environmental Protection Agency (EPA) und die Vermont Agency of Natural Resources entwickelten im Jahr 2000 einen Plan zum Umweltschutz.

## Persönlichkeiten

### Söhne und Töchter der Stadt
- Justin Smith Morrill (1810–1898), Politiker, Abgeordneter im US-Repräsentantenhaus
- Noah Kahan (* 1997), Singer-Songwriter

### Persönlichkeiten, die vor Ort gewirkt haben
- William Sloane Coffin (1924–2006), Pfarrer und Friedensaktivist